# Lesiaki (Klonowa)
Lesiaki est une localité polonaise de la gmina de Klonowa, située dans le powiat de Sieradz en voïvodie de Łódź.